# Cesare Magarotto
Cesare Magarotto (* 10. Juli 1917 in Padua; † 24. August 2006 in Rom) war ein italienischer Journalist und Philanthrop.

## Biographie
Cesare Magarotto, 1917 in Padua geboren, folgte seinem Vater, Antonio Magarotto, in die Welt der Gehörlosen, der ihn 1946 zum Coda der Nationalen Kommission der Taubstummen ernannte. Er hatte ein Studium der Wirtschaftswissenschaften an der Universität La Sapienza abgeschlossen und war als freiberuflicher Journalist im Journalistenverband Venetiens eingetragen. 1957 gründete er Voce del Silenzio, eine internationale Zeitschrift für Gehörlose. Anschließend wurde er Generalsekretär der Ente Nazionale Sordomuti (ENS) (dt. Nationale Einrichtung für Taubstumme) und schließlich bis 1979 Generaldirektor der Organisation.
Er war Mitglied der italienischen UNESCO-Kommission und erhielt 1975 von der Gallaudet University in Washington die Ehrendoktorwürde in Rechts- und Sozialwissenschaften. Als die ENS eine juristische Person wurde, wurde er deren Nationalsekretär. Das Amt hatte er bis 1996 inne. Er ist Autor mehrerer Veröffentlichungen zum Thema Gehörlosigkeit und erstellte das Wörterbuch der International Sign Language und der italienischen Gebärdensprache. Er starb am 24. August 2006 im Alter von 89 Jahren in Rom.

## Ehrungen
- Großoffizier des Verdienstordens der Italienischen Republik (1965)
- Verdienstmedaille in Gold für Verdienste im Bereich Kultur und Kunst (1975)
- Großkreuz des Verdienstordens der Italienischen Republik (1996)[1]

## Bibliographie
- Cesare Magarotto, Vocabolario della lingua gestuale italiana dei sordi, Armando Editore, 1996, ISBN 88-7144-646-1